# 茜田千
茜田 千（あかねだ ゆき）は、日本の漫画家。女性。別名義に文乃 ゆき（ふみの ゆき）がある。

## 人物
兄妹の近親愛をテーマにした『さらば、佳き日』を描いているが、自分自身には異性の兄弟はいないという。『ひだまりが聴こえる』ではボーイズラブを描いている。

## 作品
- ひだまりが聴こえる
- さらば、佳き日
- ユア・マイ・サン